# Muntura Canon RF
|  | No s'ha de confondre amb Muntura Canon R. |

La muntura d'objectiu Canon RF va ser introduïda el setembre de 2018 i desenvolupada per Canon per a les seves càmeres d'objectiu intercanviable sense mirall de sensor de format complet.
La muntura té una distància de brida de 20mm (superior a la muntura Canon EF-M) i un diàmetre intern de 54mm.
Aquesta, va ser presentada el setembre de 2018, i la primera càmera amb aquesta muntura va ser la Canon EOS R, seguida per la EOS RP.

## Compatibilitat
Les càmeres sense mirall de Canon (sèrie RF), amb sensor d'imatge Full Frame i APS-C (amb un factor de retall d'1,5x), son compatibles amb els objectius RF i RF-S respectivament. Tots els models es poden veure a:
Article principal: Canon EOS § Esquema de noms de les càmeres sense mirall amb muntura RF

## Sigles
Igual que tots els altres fabricants d'objectius, Canon també usa un conjunt de sigles per a designar aspectes bàsics de cada objectiu:
- Fisheye: Objectiu ull de peix
- IS (Image Stabilizer): Sistema d'estabilitzador d'imatge incorporat a l'objectiu
- L (Luxury): Objectiu de qualitat professional, amb millor construcció i lents millorades
- Macro: Objectiu macro
- STM (Silent Stepping Motor): Motor d'enfocament pas a pas, silenciós (optimitzat per vídeo)
- USM (Ultra Sonic Motor): Motor d'enfocament ultrasònic (més ràpid i silenciós)
- VCM (Voice Coil Motor): Motor d'enfocament lineal, per a un enfocament ràpid i precís[3]

### Objectius fixos

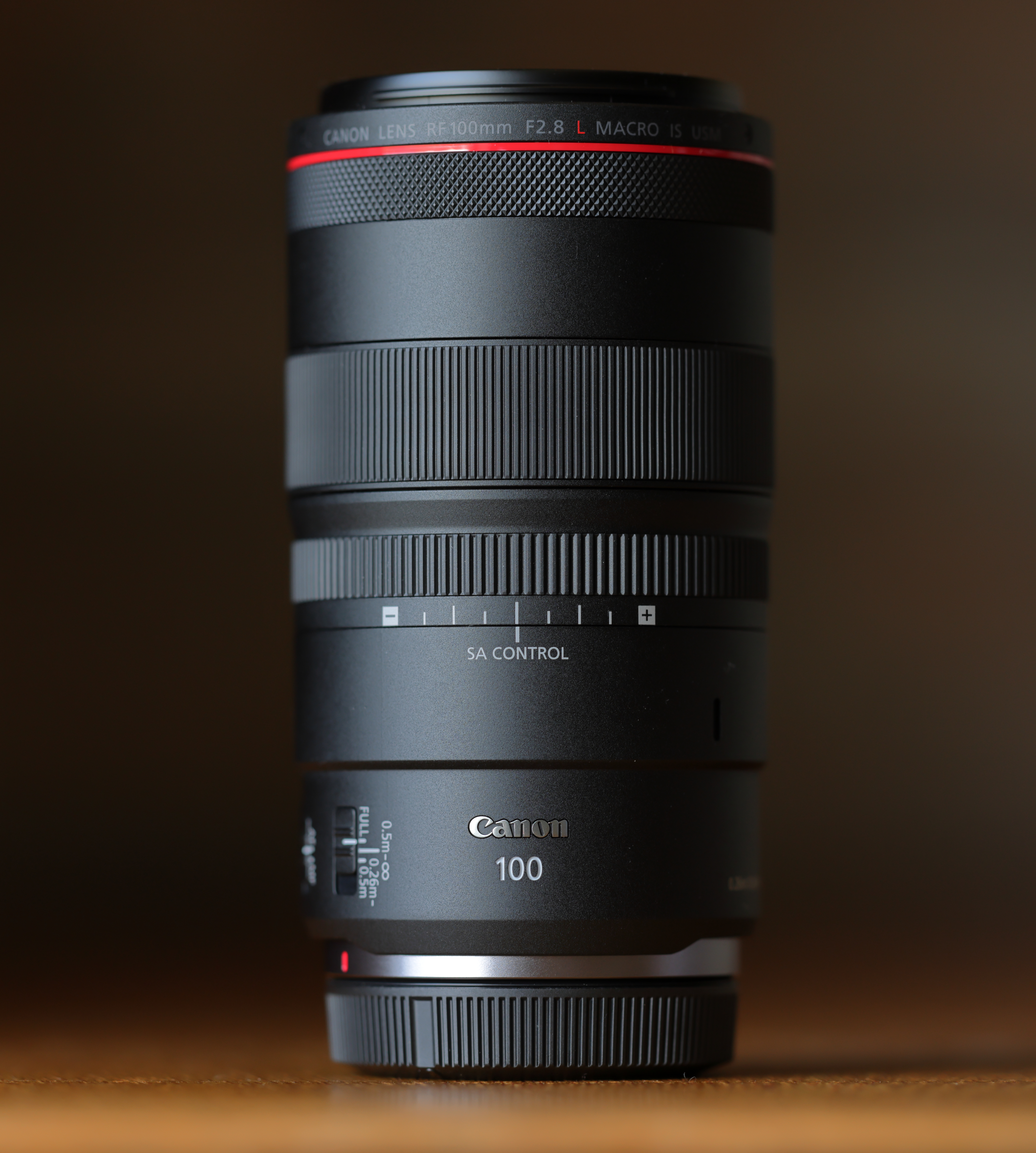
Canon RF 100mm f/2.8L macro IS USM

### Objectius zoom

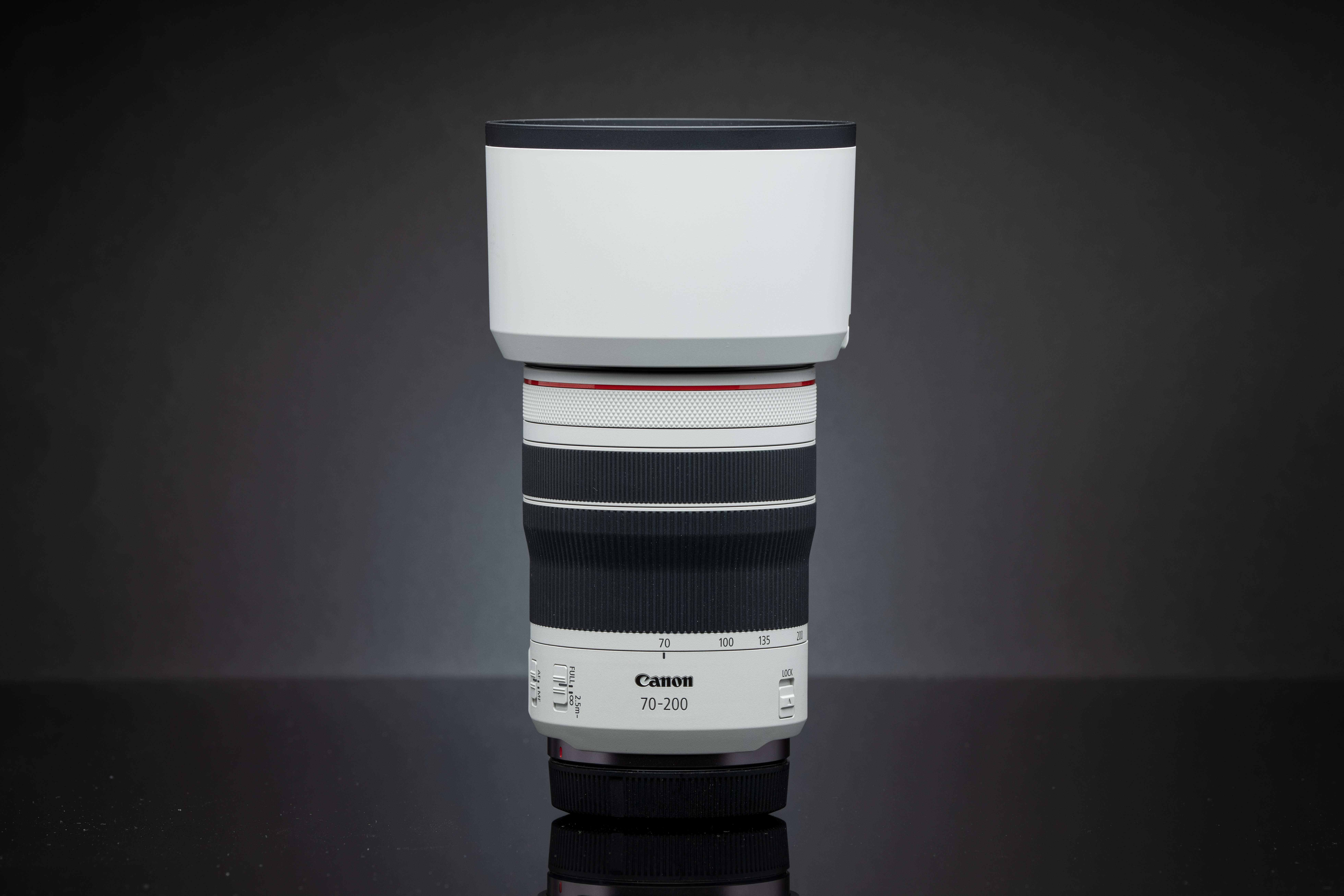
Canon RF 70-200mm f/4L IS USM

## Objectius Canon de muntura RF

### Objectius fixos[4]
| Distància focal | Obertura | Any  | Distància mínima d'enfoc | Motor AF | IS | Serie L | Diametre de filtre |
| --------------- | -------- | ---- | ------------------------ | -------- | -- | ------- | ------------------ |
| 5.2mm           | 2.8      | 2022 | 0.20m                    | No       | No | Sí      | -                  |
| 16mm            | 2.8      | 2021 | 0.10m                    | STM      | No | No      | 43mm               |
| 20mm            | 1.4      | 2025 | 0.20m                    | VCM      | No | Sí      | 67mm               |
| 24mm macro      | 1.8      | 2021 | 0.10m                    | STM      | Sí | No      | 52mm               |
| 24mm            | 1.4      | 2024 | 0.24m                    | VCM      | No | Sí      | 67mm               |
| 28mm            | 2.8      | 2023 | 0.23m                    | STM      | No | No      | 55mm               |
| 35mm macro      | 1.8      | 2018 | 0.17m                    | STM      | Sí | No      | 52mm               |
| 35mm            | 1.4      | 2024 | 0.28m                    | VCM      | No | Sí      | 67mm               |
| 50mm            | 1.8      | 2020 | 0.30m                    | STM      | No | No      | 43mm               |
| 50mm            | 1.4      | 2024 | 0.40m                    | VCM      | No | Sí      | 67mm               |
| 50mm            | 1.2      | 2018 | 0.40m                    | USM      | No | Sí      | 77mm               |
| 85mm            | 1.2      | 2019 | 0.85m                    | USM      | No | Sí      | 82mm               |
| 85 mm macro     | 2.0      | 2020 | 0.40m                    | STM      | Sí | No      | 67mm               |
| 100mm           | 2.8      | 2021 | 0.30m                    | USM      | Sí | Sí      | 67mm               |
| 135mm           | 1.8      | 2022 | 0.70m                    | USM      | Sí | Sí      | 82mm               |
| 400mm           | 2.8      | 2021 | 2.5m                     | USM      | Sí | Sí      | 52mm               |
| 600mm           | 11       | 2020 | 4.5m                     | STM      | Sí | No      | 95mm               |
| 600mm           | 4.0      | 2021 | 4.2m                     | USM      | Sí | Sí      | 52mm               |
| 800mm           | 11       | 2020 | 6.0m                     | STM      | Sí | No      | 95mm               |
| 800mm           | 5.6      | 2022 | 2.6m                     | USM      | Sí | Sí      | 52mm               |
| 1200mm          | 8.0      | 2022 | 4.3m                     | USM      | Sí | Sí      | 52mm               |

### Objectius zoom[4]
| Distància focal | Obertura  | Any  | Distància mínima d'enfoc | Motor AF | IS | Serie L | Diametre de filtre |
| --------------- | --------- | ---- | ------------------------ | -------- | -- | ------- | ------------------ |
| 10-20mm         | 4.0       | 2023 | 0.25m                    | STM      | Sí | Sí      | -                  |
| 14-35mm         | 4.0       | 2021 | 0.20m                    | USM      | Sí | Sí      | 77mm               |
| 15-30mm         | 4.5 - 6.3 | 2022 | 0.10m                    | STM      | Sí | No      | 67mm               |
| 15-35mm         | 2.8       | 2019 | 0.30m                    | USM      | Sí | Sí      | 82mm               |
| 16-28mm         | 2.8       | 2025 | 0.20m                    | STM      | Sí | No      | 67mm               |
| 24-50mm         | 4.5 - 6.3 | 2023 | 0.30m                    | STM      | Sí | No      | 58mm               |
| 24-70mm         | 2.8       | 2019 | 0.20m                    | USM      | Sí | Sí      | 82mm               |
| 24-105mm        | 2.8       | 2023 | 0.45m                    | USM      | Sí | Sí      | 82mm               |
| 24-105mm        | 4.0       | 2018 | 0.45m                    | USM      | Sí | Sí      | 77mm               |
| 24-105mm        | 4.0 - 7.1 | 2020 | 0.10m                    | STM      | Sí | No      | 67mm               |
| 24-240mm        | 4.0 - 6.3 | 2019 | 0.50m                    | USM      | Sí | No      | 72mm               |
| 28-70mm         | 2.8       | 2024 | 0.27m                    | STM      | Sí | No      | 67mm               |
| 28-70mm         | 2.0       | 2018 | 0.39m                    | USM      | No | Sí      | 95mm               |
| 70-200mm        | 4.0       | 2020 | 0.60m                    | USM      | Sí | No      | 77mm               |
| 70-200mm        | 2.8       | 2019 | 0.70m                    | USM      | Sí | Sí      | 77mm               |
| 70-200mm        | 2.8       | 2024 | 0.49m                    | USM      | Sí | Sí      | 82mm               |
| 75-300mm        | 4 - 5.6   | 2025 | 1.50m                    | DC       | No | No      | 58mm               |
| 100-300mm       | 2.8       | 2023 | 1.80m                    | USM      | Sí | Sí      | 112mm              |
| 100-400mm       | 5.6 - 8.0 | 2021 | 0.90m                    | USM      | Sí | No      | 77mm               |
| 100-500mm       | 4.5 - 7.1 | 2020 | 0.90m                    | USM      | Sí | Sí      | 77mm               |
| 200-800mm       | 6.3 - 9   | 2023 | 0.80m                    | USM      | Sí | No      | 95mm               |

### Extensors
El 2020, Canon va presentar dos extensors de distància focal, el 1.4x i el 2x. Aquests, multipliquen la focal de l'objectiu per 1,4 o 2, perdent un pas de llum o dos passos, respectivament.
Aquests, són compatibles amb les següents òptiques de Canon: RF 600mm f/11 IS STM, RF 800mm f/11 IS STM i el RF 100-500mm f/4.5-7.1 L IS USM (a partir de 300mm).

## Muntura Canon RF-S
El 2022, junt amb la presentació de la Canon EOS R7 i la EOS R10, Canon va presentar la muntura RF-S. Aquesta muntura s'utilitza per la gamma R de càmeres sense mirall amb sensor APS-C, les quals tenen un factor de retall d'1,6x.
Al mateix moment, van presentar dos objectius amb muntura RF-S i el 2023 el tercer objectiu amb aquesta muntura:

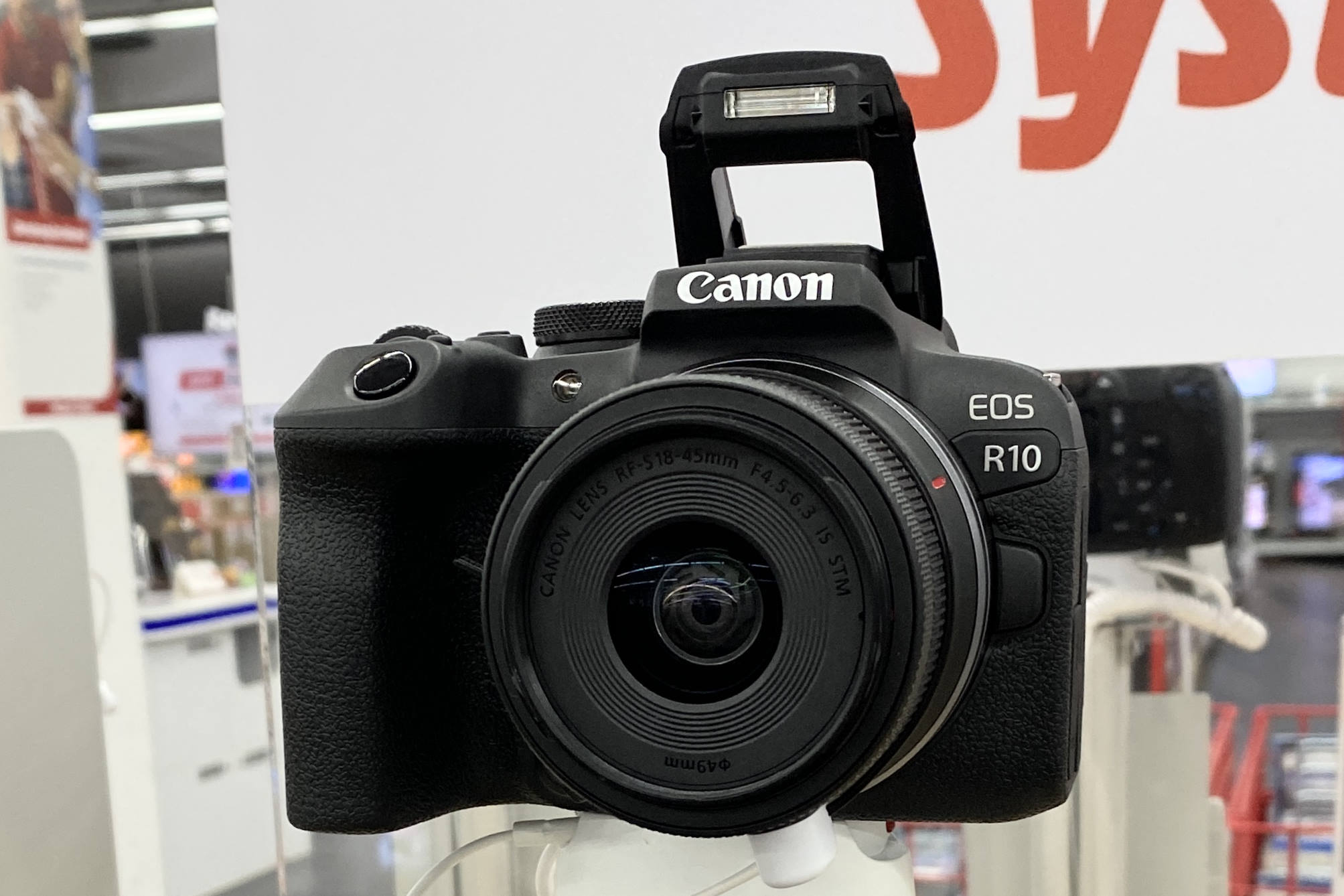
Canon EOS R10 + RF-S 18-45mm f/4.5-6.3 IS STM

| Distància focal | Obertura  | Any  | Distància mínima d'enfoc | Motor AF | IS | Diametre de filtre |
| --------------- | --------- | ---- | ------------------------ | -------- | -- | ------------------ |
| 3.9mm           | 3.5       | 2024 | 0.20m                    | STM      | No | -                  |
| 7.8mm           | 4.0       | 2024 | 0.15m                    | STM      | No | 58mm               |
| 10-18mm         | 4.5 - 6.3 | 2023 | 0.14m                    | STM      | Sí | 49mm               |
| 14-30mm         | 4.0 - 6.3 | 2025 | 0.15m                    | STM      | Sí | 58mm               |
| 18-45mm         | 4.5 - 6.3 | 2022 | 0.20m                    | STM      | Sí | 49mm               |
| 18-150mm        | 3.5 - 3.6 | 2022 | 0.17m                    | STM      | Sí | 55mm               |
| 55-210mm        | 5.0 - 7.1 | 2023 | 0.73m                    | STM      | Sí | 55mm               |

## Adaptadors
El 2018, Canon va presentar, junt amb la EOS R, tres adaptadors de muntura, per així poder utilitzar objectius EF o EF-S en càmeres amb muntura RF:
- Adaptador EF-EOS R.
- Adaptador EF-EOS R amb control per anell, el qual permet desplaçar-se pels ajustos fàcilment, sense necessitat d'apartar l'ull del visor o pantalla.
- Adaptador EF-EOS R amb adaptador per filtre, que possibilita la col·locació de filtres en la part posterior dels objectius. Hi ha disponibles un filtre de densitat neutra variable (V-ND), un polaritzador (C-PL), i un transparent (CL).

No hi ha possibilitat d'usar objectius de la muntura EF-M, ja que la distància focal de brida d'aquesta muntura és de 18mm, sent més curta que la de RF i impossibilitant l'adaptació.

## Terceres marques
Actualment, les següents marques fabriquen objectius amb muntura Canon RF, algunes d'elles amb autoenfocament, encara que la majoria de moment, només amb enfocament manual, ja que Canon no ha obert la muntura RF a tercers:
- Irix
- Kipon
- Lensbaby
- Samyang
- Meike
- Venus Laowa
- Viltrox
- Yongnuo
- Sigma
- Tamron

El 2024, Sigma, Tamron i Samyang ja van poder fabricar objectius amb muntura Canon RF-S i enfocament automàtic.